# Землянов Андрій Єгорович
Андрій Єгорович Землянов (1924—1987) — радянський танкіст, учасник німецько-радянської війни, Герой Радянського Союзу (1944).

## Біографія
Андрій Єгорович Землянов народився 11 серпня 1924 року у селі Чесноковка (нині — місто Новоалтайськ). Після закінчення семи класів школи працював трактористом в машинно-тракторної станції. У січні 1942 року Землянов призваний на службу в Робітничо-селянську Червону армію. Закінчив курси танкістів. Із грудня 1943 року — на фронті. Брав участь у боях на 1-му Українському та 1-му Білоруському фронтах. Брав участь у Житомирсько-Бердичівській, Проскурівсько-Чернівецькій операціях. До березня 1944 року гвардії сержант Андрій Землянов командував баштою танка 1-ї гвардійської танкової бригади 8-го гвардійського механізованого корпусу 1-ї гвардійської танкової армії 1-го Українського фронту. Відзначився під час боїв за визволення міста Коломия.
28 березня 1944 року екіпаж Землянова розгромив автоколону противника і увірвався безпосередньо в місто. На залізничному переїзді танкісти знищили велику кількість бойової техніки і живої сили противника, обстрілявши німецький ешелон. Танк Землянова був підбитий, всі члени екіпажу, крім нього, загинули, а сам він отримав поранення в руку. Проте, Землянов за допомогою місцевих жителів зумів полагодити порвану гусеницю танка і дістатися до розташування своєї частини. Дії екіпажу, до якого входив Землянов, сприяли успішному звільненню Коломиї.
Указом Президії Верховної ради СРСР від 24 травня 1944 року за «мужність і відвагу, проявлені при звільненні міста Коломия» гвардії сержант Андрій Землянов був удостоєний високого звання Героя Радянського Союзу з врученням ордена Леніна та медалі «Золота Зірка» за номером 4437.
Надалі брав участь у боях на Маґнушевському плацдармі, Варшавсько-Познанській, Східно-Померанській, Берлінській операціях. У 1947 році у званні старшини Землянов був демобілізований. Повернувся до рідного міста. Брав участь у освоєнні цілини, пізніше працював старшим техніком в автотранспортному цеху Алтайського вагонобудівного заводу. Активно займався громадською діяльністю. Помер 25 серпня 1987 року, похований на Новоалтайському міському кладовищі.
Почесний громадянин Коломиї та Новоалтайська. Був також нагороджений орденом Вітчизняної війни І ступеня і рядом медалей.